# ويستتشستر نيكس
ويستتشستر نيكس (بالإنجليزية: Westchester Knicks)‏ هو فريق كرة سلة أمريكي للمحترفين تأسس في سنة 2014 يقع مقره في وايت بلينس. يلعب في دوري الرابطة الوطنية لفئة التطوير. من لاعبيه داميان إنجليس، جون جنكينز، دورون لامب وفون وافر.

## وصلات خارجية
- الموقع الرسمي